# Barbara Jordan (Politikerin)

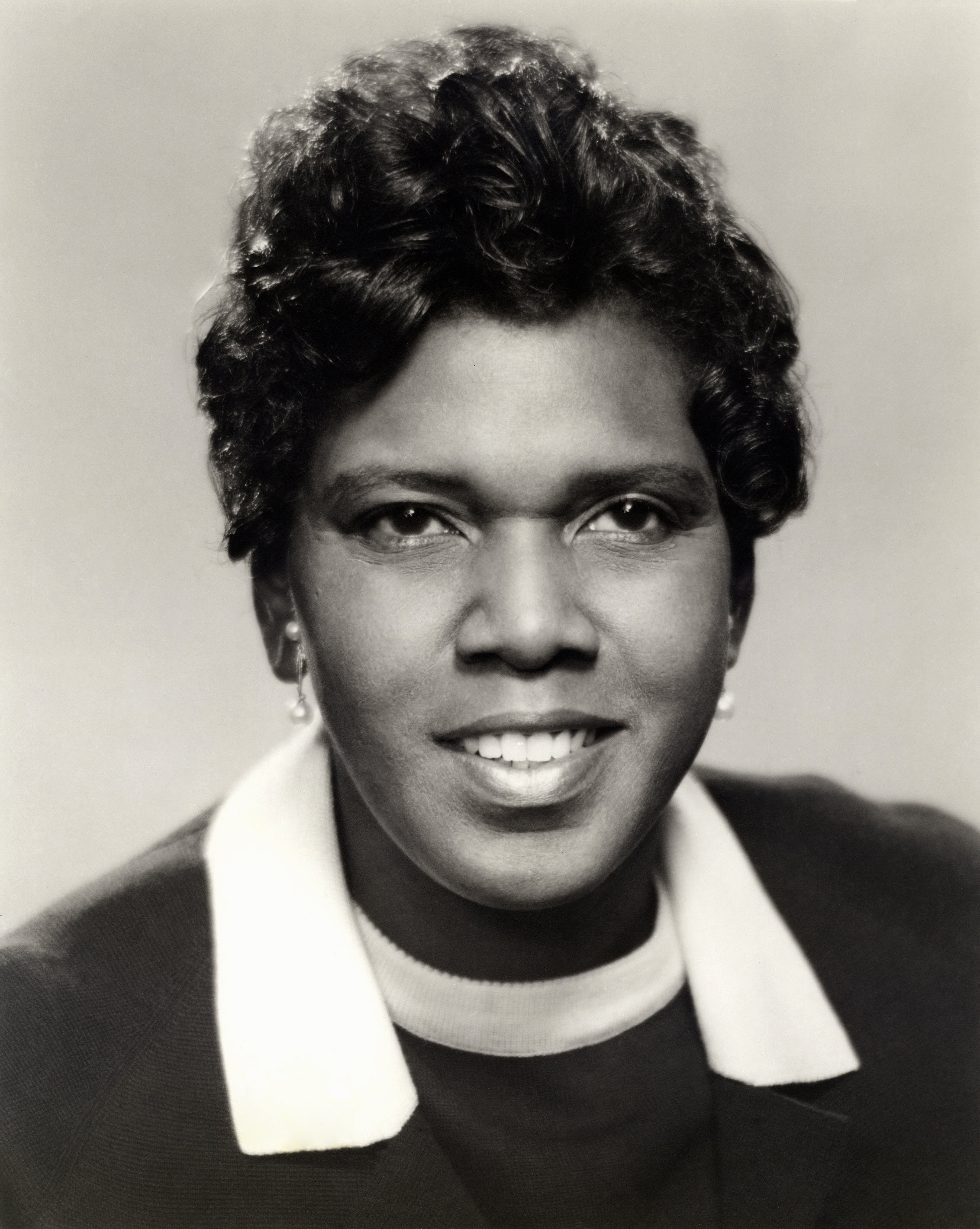
Barbara Jordan

Barbara Charline Jordan (* 21. Februar 1936 in Houston, Texas; † 17. Januar 1996 in Austin, Texas) war eine US-amerikanische Hochschullehrerin und Politikerin der Demokratischen Partei, die einige Jahre den Bundesstaat Texas im US-Repräsentantenhaus vertrat, auf der Democratic National Convention 1976 als erste Afroamerikanerin eine Grundsatzrede hielt und 1994 mit der Presidential Medal of Freedom ausgezeichnet wurde.

## Leben

### Senatorin in Texas und Kongressabgeordnete
Nach dem Besuch der Phillis Wheatley-High School in Houston begann sie 1952 ein Studium der Politikwissenschaft an der Texas Southern University und schloss dieses 1956 mit einem Bachelor of Arts (B.A. Political Science) Magna cum laude ab. Ein anschließendes postgraduales Studium der Rechtswissenschaft an der Law School der Boston University beendete sie 1959 mit einem Bachelor of Laws (LL.B.). Nach ihrer anschließenden anwaltlichen Zulassung in den Bundesstaaten Massachusetts und Texas war sie als Rechtsanwältin tätig. Zuletzt war sie 1966 Verwaltungsassistentin eines Richters am Bezirksgericht von Harris County.
1967 begann sie ihre politische Laufbahn in der Demokratischen Partei und wurde 1967 in den Senat von Texas gewählt, dem sie bis 1973 angehörte.

### Im US-Repräsentantenhaus

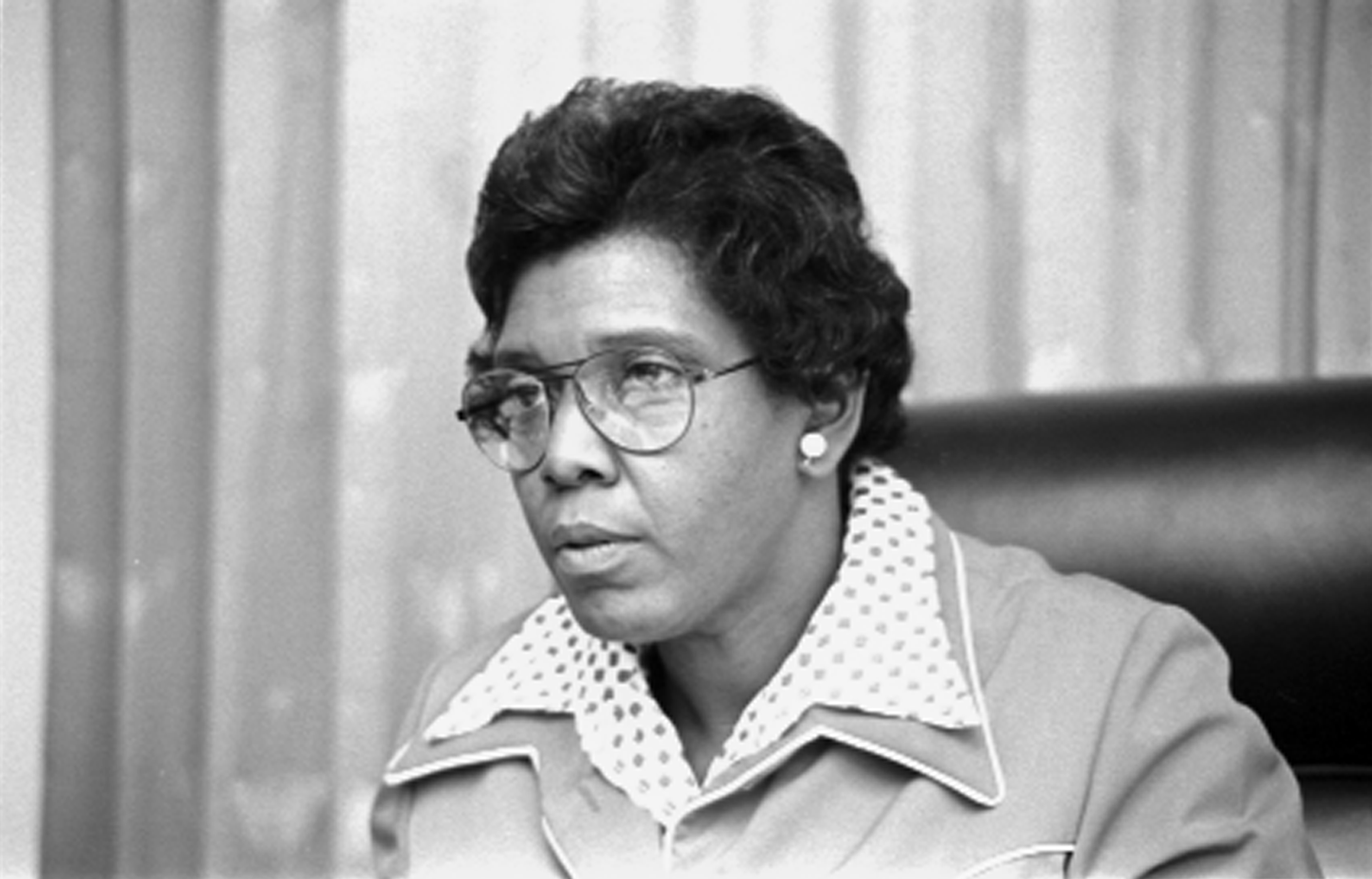
Barbara Jordan (1976)

Im Anschluss wurde sie als Abgeordnete in das US-Repräsentantenhaus gewählt und vertrat in diesem vom 3. Januar 1973 bis zum 3. Januar 1979 den 18. Kongresswahlbezirk von Texas. Während dieser Zeit erreichte sie landesweite Bekanntheit, da sie als erste Afroamerikanerin eine Grundsatzrede neben John Glenn auf der Democratic National Convention hielt und zeitweise auch als mögliche demokratische Kandidatin für das Amt der US-Vizepräsidentin galt.

#### Stellungnahme zur Impeachment-Anklage gegen Richard Nixon
Des Weiteren hielt sie ein vielbeachtete Ansprache am 27. Juli 1974, als das US-Repräsentantenhaus über eine Anklage gegen Präsident Richard Nixon wegen Amtsmissbrauch abstimmte. Darin stellte sie unmissverständlich klar, dass eine Anklage gegen den Präsidenten eine ernste Sache sei, aber laut Verfassung noch lange keine Verurteilung, keinen Schuldspruch bedeute. „Mein heutiges Amt ist das eines Untersuchungsrichters ... mein Glaube an die Verfassung ist allumfassend. Und ich werde hier nicht sitzen und der Herabsetzung, der Zersetzung und der Zerstörung der Verfassung zusehen.“

### Als Professorin und Autorin
Nachdem sie 1978 auf eine erneute Kandidatur bei den Kongresswahlen verzichtet hatte, wurde sie 1979 Professorin an der University of Texas at Austin und unterrichtete dort bis 1982. Darüber hinaus veröffentlichte Barbara Jordan, die zwanzig Jahre in einer lesbischen Beziehung lebte, zusammen mit Shelby Hearon 1979 eine Autobiografie mit dem Titel Barbara Jordan, A Self Portrait.

### Bürgerschaftliches Engagement und Presidential Medal of Freedom
1980 gehörte sie neben Norman Lear zu den Mitgründern der People for the American Way, einer liberalen politischen Aktionsgruppe, mit der ausdrücklichen Absicht, den wachsenden Einfluss der Religious Right, der streng konservativen amerikanischen Kirchen, zu kontern. Darüber hinaus war sie von 1982 bis 1986 auch Vorsitzende des Lyndon B. Johnson Centennial in National Policy sowie zeitweise Vorsitzende der Kommission für die Reform der Einwanderung in die Vereinigten Staaten.
Für ihr langjähriges Engagement für die Bürger- und Freiheitsrechte wurde Barbara Jordan mehrfach geehrt und 1990 in die National Women’s Hall of Fame aufgenommen. 1992 hielt sie abermals die Keynote Speech auf der Democratic National Convention.
Nachdem sie bereits 1992 die Spingarn Medal erhalten hatte, wurde ihr 1994 schließlich die Presidential Medal of Freedom verliehen, neben der gleichrangigen Congressional Gold Medal eine der beiden höchsten zivilen Auszeichnungen der USA.
Barbara Jordan, die an Multipler Sklerose litt, starb an den Folgen einer Lungenentzündung.